# انگلتال
انگلتال (به آلمانی: Engelthal) یک شهر در آلمان است که در نورنبرگر لاند واقع شده‌است.